# ۱۲۸ (میلادی)
۱۲۸ (میلادی) صد و بیست و هشتمین سال تقویم میلادی است.

## درگذشتگان
- گیرو، سومین پادشاه باکجه

‎